# Spilogona nobilis
Spilogona nobilis este o specie de muște din genul Spilogona, familia Muscidae. A fost descrisă pentru prima dată de Stein în anul 1898. Conform Catalogue of Life specia Spilogona nobilis nu are subspecii cunoscute.